# Herfen
Herfen ist eine Ortschaft in der Stadt Waldbröl im Oberbergischen Kreis im südlichen Nordrhein-Westfalen innerhalb des Regierungsbezirks Köln (Deutschland).

## Lage und Beschreibung
Der Ort liegt 2,8 Kilometer südlich des Stadtzentrums von Waldbröl.

## Geschichte
1487 wurde der Ort das erste Mal urkundlich erwähnt: „Johan van Herwane und Nese seine Ehefrau verschreiben dem Konvent des Klosters Herchen eine Erbrente aus einer Wiese zu Herwane“.
Die Schreibweise der Erstnennung war Herwen.
Am 22. Februar 1944 wurde bei Herfen ein Bomber vom Typ  B-17 „Flying Fortress“ der United States Army Air Forces von einem deutschen Jagdflugzeug abgeschossen. Sieben Soldaten starben beim Absturz. Drei Soldaten konnten sich mit dem Fallschirm retten.

## Freizeit

### Wander- und Radwege
Der Wanderweg O führt durch Herfen, von Niederhof kommend.

## Bus- und Bahnverbindungen

### Linienbus
Haltestelle: Herfen
- 342 Waldbröl, Windeck-Rosbach (OVAG)